# Gräshagen
Gräshagen är ett bostadsområde i södra Jönköping, i närheten av riksväg 40. Området består främst av flerbostadshus och höghus.

## Kollektivtrafik
| Linjenummer | Linjesträckning                                     |
| ----------- | --------------------------------------------------- |
| 3           | Tokarp-Gräshagen-Centrum-A6-Ryhov-Ljungarum-Råslätt |